# Viktor Rydberg
Viktor Rydberg (Jönköping, 18 de diciembre de 1828 - Djursholm, 21 de septiembre de 1895) fue un escritor, poeta, periodista, traductor, historiador cultural y filósofo sueco.
Rydberg es considerado uno de los escritores más importantes del fin del siglo XIX en Suecia con sus textos que convergen entre el romanticismo y el posromanticismo.También fue miembro de la Academia Sueca desde 1877 hasta 1895.

## Biografía
Viktor Rydberg era de ascendencia humilde, siendo hijo de un soldado convertido en guardia de prisión, Johan Rydberg, y de una comadrona, Hedvig Düker. Viktor Rydberg tenía dos hermanos y tres hermanas. En 1834 su madre murió durante una epidemia de cólera. Su muerte rompió el espíritu de su padre, quien cedió a la hipocondría y al alcoholismo, lo que contribuyó a su pérdida de empleo y del apartamento de la familia. Esto obligó a las autoridades a alojar al joven Viktor en una serie de hogares de acogida, uno de los cuales se incendió, traumatizando aún más al joven. De 1838 a 1847, Rydberg asistió a la escuela de gramática y estudió derecho en la universidad de Lund de 1851 a 1852. Debido a razones financieras, sus estudios universitarios terminaron después de un año sin un título. Después, aceptó un trabajo como tutor privado.
A pesar de su estatus económico, Rydberg fue reconocido por su talento. Un biógrafo señala que: "Tuvo una dura lucha para satisfacer su sed de aprendizaje, que era una de las principales pasiones de su vida, pero finalmente alcanzó la distinción en varios campos del saber". En 1855, le ofrecieron trabajo en el Göteborgs Handels- och Sjöfartstidning, un periódico de Gotemburgo, donde permaneció empleado durante más de 20 años. Fue durante este tiempo cuando se publicaron sus primeras novelas. Pronto se convirtió en una figura central del romanticismo en Suecia y en el autor vivo más famoso de Suecia.
A lo largo de su vida adulta, Rydberg estuvo activo en la política. En 1859, escribió un panfleto sobre la defensa nacional, que inspiró el "movimiento de los tiradores", una milicia voluntaria de cierta importancia política durante la década de 1860. En 1870, adoptó una postura proalemana controvertida durante la guerra franco-prusiana. Representando el sistema económico tradicional de Suecia, entre 1870 y 1872, Rydberg fue miembro del Parlamento sueco como partidario del Partido Lantmanna (literalmente "el partido de los campesinos". Habiendo apoyado la causa judía desde su juventud, fue el diputado Viktor Rydberg quien pronunció el discurso principal en el debate parlamentario para promulgar una ley que otorgara plenos derechos civiles a todos los no luteranos. Trabajó diligentemente en favor de la clase trabajadora, y en 1906 sus obras sobre la cuestión laboral, tanto en prosa como en poesía, fueron consideradas parte del "tesoro de esta clase".

## Obras
Escribió varias novelas que se incluyen:
- Fribytaren på Östersjön (El filibustero del Báltico), 1857.
- Singoalla (Singoala), 1858.
- Den siste Atenaren (El último ateniense), 1859.
- Vapensmeden (El armero), 1891.

Trató las fantásticas aventuras en un entorno histórico donde a menudo asomaba la realidad social contemporánea.
Sus poemas recogidos en Dikter (Poemas) de 1882 y 1891 están vinculados en los temas y la forma, a la lírica romántica y, a menudo, inspirados por un alto idealismo y el humanismo. Sus discursos sobre la estética fueron recogidos póstumamente en el libro: Det sköna och dess lagar (Lo bello y sus leyes) en 1901. 

## Investigaciones
Se especializó en la mitología germánica y sus primeras obras fueron publicadas en el año 1881 hasta 1884. Dentro de estos, se destacan las siguientes obras escritas: 
- Sibyllinerna och Völuspa (1881)
- Astrologien och Merlin (1881)
- The Saga of  the Sword The 1st Epic (1882-1883)
- The Sword of Victory The 2nd Epic (1884)

Las anteriores investigaciones dieron paso a sus obras más reconocidas a nivel académico, las cuales fueron publicadas a partir del año 1886 bajo los siguientes nombres: 
- Investigations into Germanic Mythology Vol. 1 (1886)
- Our Fathers’ Godsaga The 3rd and Final Epic (1887)
- Investigations into Germanic Mythology Vol. 2 (1889)
- Teutonic Mythology (1889)

La primera edición en inglés fue traducida por Rasmus B. Anderson. Se hizo una re-publicación en tres volúmenes con el nombre de "Teutonic Mythology: Gods and Goddesses of the Northland" en 1905. Asimismo, logró hacer una reconstrucción de la visión cosmológica derivada de la Edda poética, la cual fue gráficamente dispuesta en la obra "The Nine Worlds, Stories from Norse Mythology" (1890) de la autora Mary Elizabeth Litchfield.